# Skulpturpark

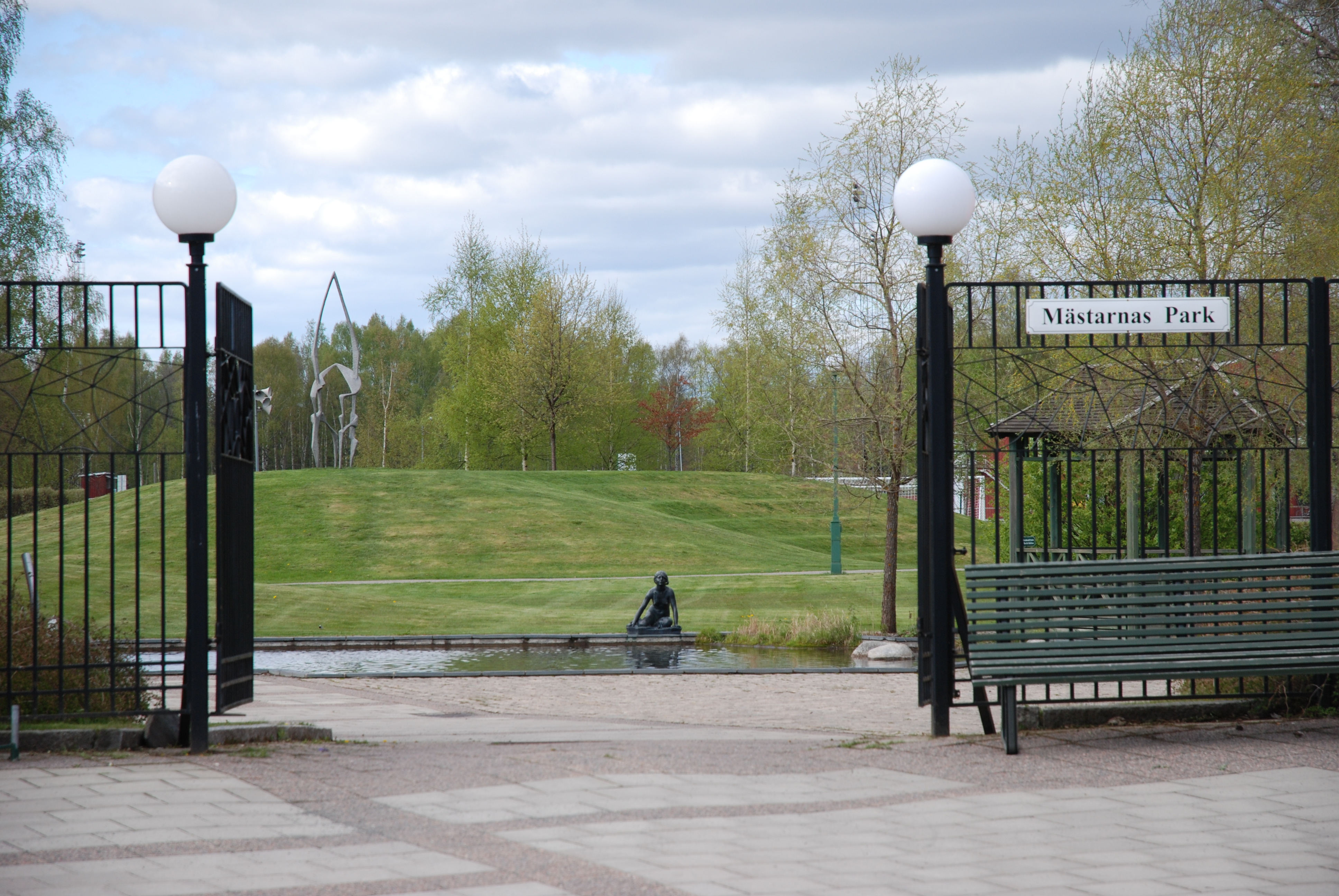
Mästarnas Park i Hällefors. I mitten av bilden Per Hasselbergs Grodan, till vänster Arne Jones Katedral.

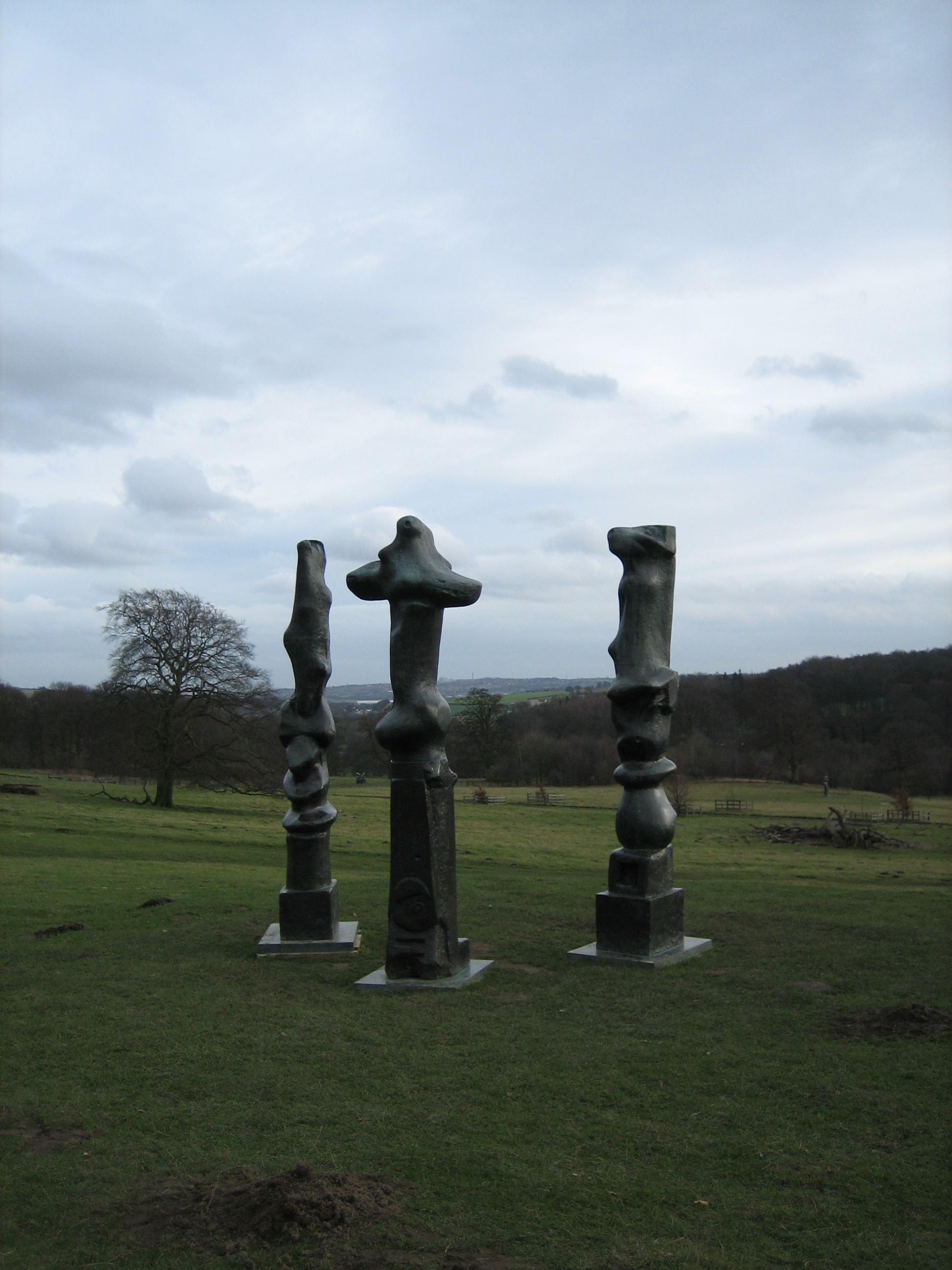
Yorkshire Sculpture Park i Storbritannien.

Skulpturpark är en park, eller ett på annat sätt urskiljbart område, med en permanent samling av skulpturer. En skulpturpark kan vara i allmän eller privat ägo. Privatägda skulpturparker är oftast tillgängliga för allmänheten, med eller utan avgift.